# Grobnica bikov
Grobnica bikov (italijanščina: Tomba dei Tori) je etruščanska grobnica v nekropoli Monterozzi blizu Tarkviniie v Italiji. Odkrita je bila leta 1892 in je bila datirana bodisi v 540-530 pr. n. št.   bodisi v 530-520 pr. n. št.  Po napisu je gradnjo grobnice očitno naročil Arath Spuriana. Imenuje se po dveh bikih, ki se pojavita na eni izmed fresk. To je prvi primer grobnice s kompleksnimi freskami v nekropoli. 
Tako kot druge etruščanske grobnice je prvotno vsebovala veliko grobnih pridatkov, še posebej etruščanske keramike, ki so sedaj odstranjeni.

## Opis
Vhod v grobnico vodi do osrednje komore. Zadnja stena komore nasproti vhoda ima dvoje vrat, ki vodita do dveh drugih manjših komor. Freske z živahno obarvanimi živalmi krasijo zatrepne površine na vrhu sprednje in zadnje stene komor. To so biki, ptice, hipokampusi, panter, lev in koza. Zadnja stena glavne komore je edina stena s freskami, ki so naslikane pod zatrepom.
Timpanon te stene je okrašen s fresko moškega na konju na desni. Nasproti je Himera na levi.
Pod timpanonom in nad dvojnimi vrati je freska z dvema erotičnima prizoroma. Na levi človek počiva na kolenih in podlakteh, obrnjen na desno. Ženska leži na hrbtu. Človek, ki stoji za njima na levi, ima spolni odnos z žensko. Niso pozorni na mirnega bika, ki leži levo. Na desni dva moška občujeta, nasproti stoji jezen bradat bik s človeško glavo s falusom. Človek, ki ga penetrirajo vidi, da se bik pripravlja na njih z leve. Ni v dobrem položaju, da bi pobegnil, ker ga drži človek, ki ga je penetrira od zadaj, ki vidi drugače. Skupaj s freskami grobnice bičanja so te slike razmeroma redki primeri eksplicitnih spolnih prizorov etruščanske umetnosti, ki so bile v starogrški umetnosti veliko bolj pogoste. 
Druga freska je v vodoravni smeri med dvema vratoma sredi stene. Predstavlja Ahilovo zasedo Troila, ki je opisana v Cyprii. Na levi je Ahil prikazan oborožen z mečem in kopjem in nosi čelado, zaščito goleni in sramni predpasnik. Skriva se za več rastlinami in velikim vodnjakom. Troil se približuje na konju z desne in se ne zaveda Ahilove prisotnosti. Ahil je gol, vendar oborožen z dolgim kopjem. Prikazan je trenutek predenj bo Ahil napadel in ubil Troila ob Apolonovem oltarju. Pod prizorom je devet dreves, ki prikazujejo spreminjajoče letne čase.

## Razlaga fresk
Sčasoma so arheologi razložili freske. Grob je služil tudi kot primer pri razpravi o stopnji grškega vpliva na etruščansko kulturo.

### Troilova freska
V prvi polovici 19. stoletja so umetnostni zgodovinarji menili, da je etruščanski umetnik, ki je ustvaril fresko zasede Troila, najprej kopiral grško ikonografijo. John Peter Oleson se ne strinja in trdi, da etruščanskega vpliva ne smemo podcenjevati. Natančna predstavitev dogodka kaže, da je umetnik moral biti seznanjena z zgodbo o mitu in ne samo z njenimi umetniškimi predstavitvami. Obenem ima freska tudi značilnosti, ki so edinstveno etruščanske.
Najbolj očitno je, da je slog risbe značilen za etruščanske freske. Vodnjak ima edinstveno obliko in lahko predstavlja lokalno etruščansko oblikovanje. Bolj subtilna značilnost je vegetacija v bližini Ahila, med prednjimi nogami konja in nad repom konja. Vidimo ga na številnih drugih arhaičnih delih etruščanske grobnice, ki pogosto nosijo temno modre jagode. To je verjetno simbolično ponovno rojstvo ali htonična pretvorba.
Toda Oleson šteje temno rdeč polkrog pod Troilovim konjem kot najpomembnejši simbol. Deset dolgih, tanjših žarkov iste barve se je razširilo od njegovega središča. Oleson, ki je najprej večkrat videl kot slabo narisano ali neznano rastlino, jo razlaga kot zahajajoče sonce. To je edinstveno, ker se zahajajoče sonce ne pojavlja na nobeni grški ali etruščanski vazi, ki se ukvarja s Troilom. Predlaga, da je to sonce simbolika za smrt Troila, tako kot vzhajajoče sonce simbolično ponovno rojstvo.
Simbolika se zrcali z drevesi pod prizorom. Njihove razlike v velikosti in listi lahko pomenijo ciklus letnih časov kot vzporednik krogu življenja in smrti. Poleg tega je bilo sonce povezano z Apolonom in Heliosom, ki sta bila združena v grški in etruščanski umetnosti. Bila sta povezana in odgovorna za skrb in nadzor nad mrtvimi.
R. Ross Holloway podobno opozarja na etruščanski vpliv na portret grške mitologije. Vendar pa predlaga, da prizor poudarja smrt Troila kot žrtve. Ta slika naj bi služila čaščenju in pomirjanju mrtvih v večnosti. Poudarja, da je Ahilov meč žrtveni nož in ne nož z dvema ostrinama. Prizorišča žrtvovanja v etruščanski pogrebni umetnosti niso neobičajna. Primer tega je freska Ahilovo žrtvovanje trojanskih mladeničev na grobu Patrokla v Françoisovi grobnici.
Holloway se ne strinja z Olesonovimi interpretacijami rdečega predmeta pod konjem kot zahajajočega sonca. Misli, da je malo verjetno, ker je bog sonca vedno prikazan v antropomorfni obliki v etruščanski umetnosti.

### Erotične freske
Oleson povezuje dve erotični skupini s prizorom zasede. Po Serviju je Ahil Troila ljubil, ne pa da bi ga ubil. V teh razlagah je bilo rečeno, da je Troil umrl zaradi brutalnega posilstva ali zaradi zavračanja Ahilove ljubezni. Biki bi se lahko ujemali s Heliosovimi  svetimi biki, en oprezen in en, ki je jezen zaradi rekreacije svetoskrunstva, ki je bilo storjeno v Apolonovem templju.
Holloway zavrača povezavo erotičnih prizorov s prizorom zasede. Servij je živel v 4. in 5. stoletju, zaradi česar je njegovo delo interpretacija etruščanske umetnosti iz 6. stoletja pred našim štetjem. Poleg tega skupine ne poudarjajo homoseksualne ljubezni med Ahilom in Troilom, ker je eden izmed njih heteroseksualen. Namesto tega Holloway predlaga, da imajo erotične skupine apotropaičen namen, da se zaščitijo pred zlobnim očesom. To je skladno s prisotnostjo živali, ki ščitijo pred zlobnim očesom na freski. Identificira bika s človeško glavo, kot Aheloja in dodaja, da so bikovi rogovi in falus orožje proti zlu. 
Jane Whitehead daje popolnoma drugačno teorijo, in trdi, da ima prizor humoren pomen. Etruščani so pogosto odstranili umetniške oblike iz njihovega konteksta zaradi duhovitega učinka. Še ena možnost je Stefan Steingräber, ki misli, da so prizori življenjske trditve, in jih je treba razlagati v jasnem nasprotju s simboliko smrti. 

### Himera
Oleson vidi jezdeca na freski v timpanonu kot Belerofonta. Po besedah Hollowayja etruščanski umetnik ni kopiral grške ikonografije Belerofonta in Himere, temveč ga je prilagodil etruščanskemu okolju. Jezdeca identificira kot Troila, ker nosi frigijsko kapo in ima velik vozel las. Prizor pomeni potovanje v podzemlje po njegovi žrtvovani smrti. 